# Aceratherium
Genre
Espèces de rang inférieur
- † A. incisivum (Cuvier, 1822), espèce type
- † A. depereti Borissiak, 1927
- † A. porpani[1] Deng, Hanta & Jintasakul, 2013

Aceratherium est un genre éteint de mammifères périssodactyles, ancêtre des rhinocéros actuels, caractérisé par l'absence de cornes, par de longues incisives inférieures et par le fait que ses pattes antérieures avaient trois doigts bien développés et un quatrième en voie de disparition. Il a vécu au Cénozoïque, de l'Oligocène jusqu'au Pliocène, étant répandu aussi bien en Eurasie qu'en Amérique.
Il a donné son nom à la sous-famille des Aceratheriinae et à la tribu des Aceratheriini (parfois Aceratherini) auxquelles il appartient.

## Description
D'une taille assez modeste, Aceratherium était plus petit que les rhinocéros actuels. Il mesurait environ 2,50 m de long, 1 m au garrot pour environ 500 kg, contre le rhinocéros blanc actuel qui mesure jusqu'à 5 m de long, 2 m au garrot et peser jusqu'à 4 t.

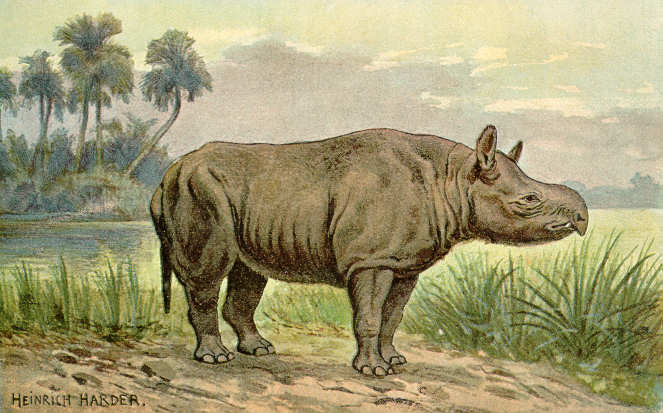
Vue d'artiste, obsolète, de Heinrich Harder vers 1920

Aceratherium incisivum, Europe
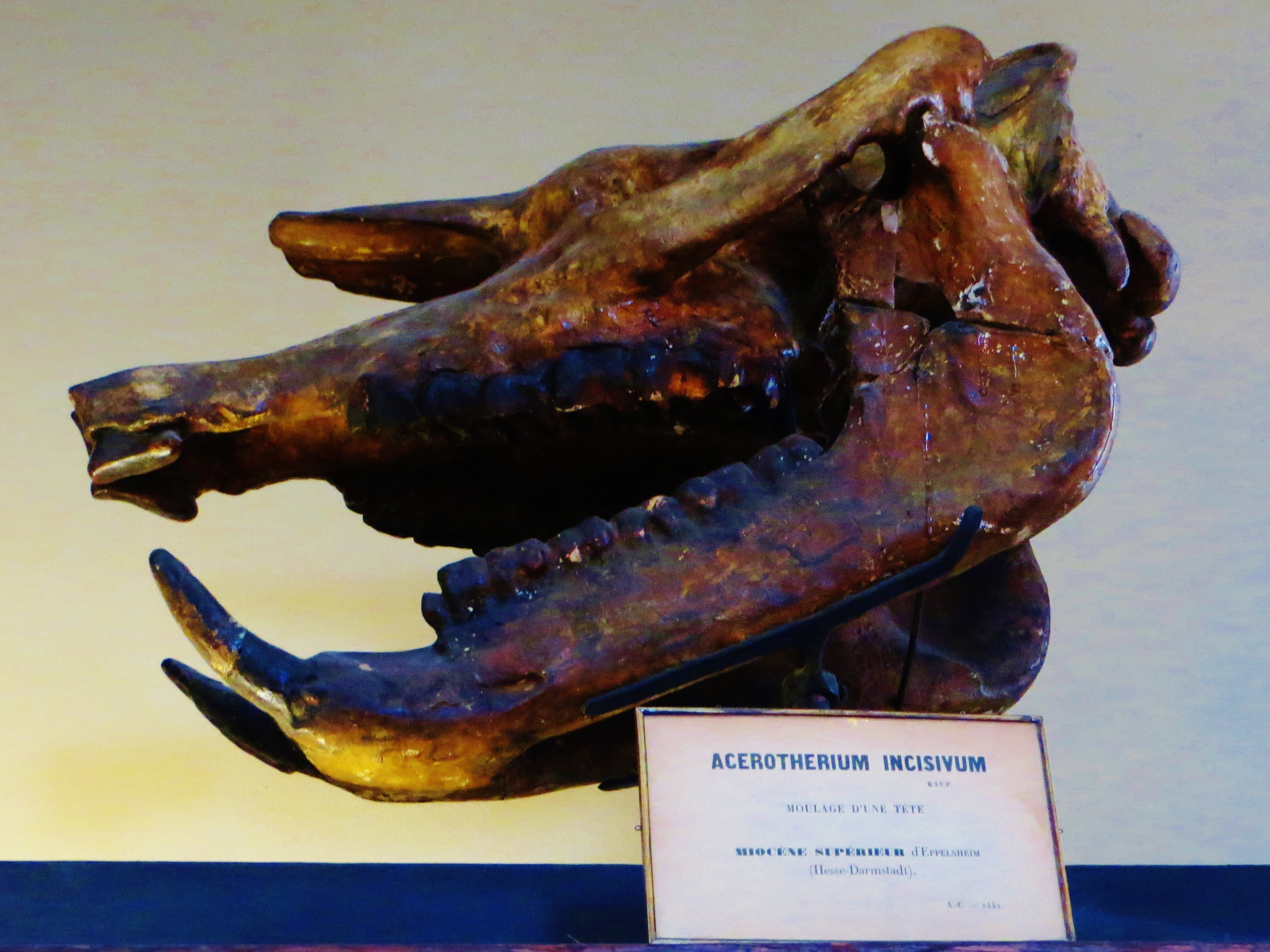
Crâne, Muséum National d'Histoire Naturelle, Paris, France
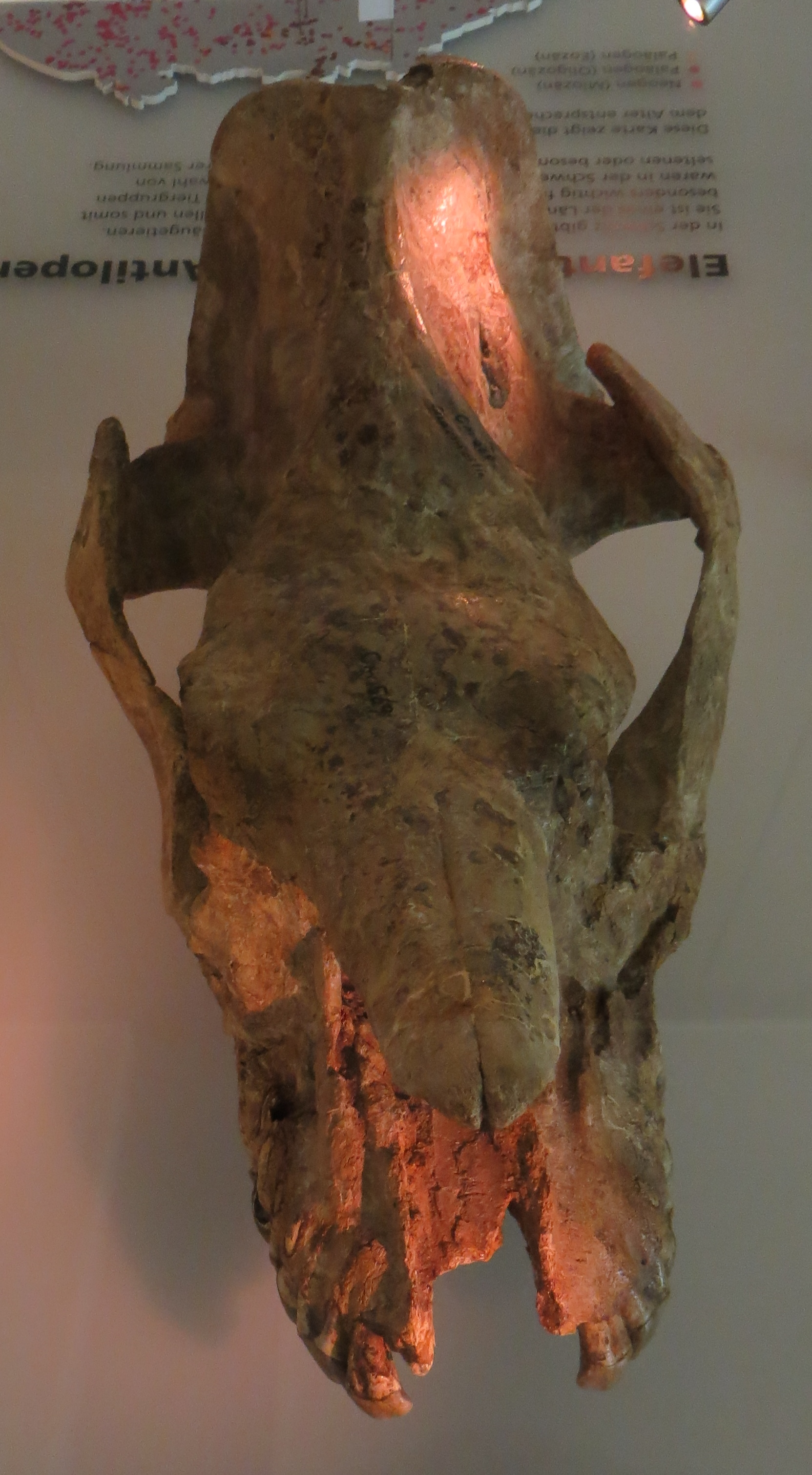
Crâne, Musée d'histoire naturelle de Bâle, Suisse
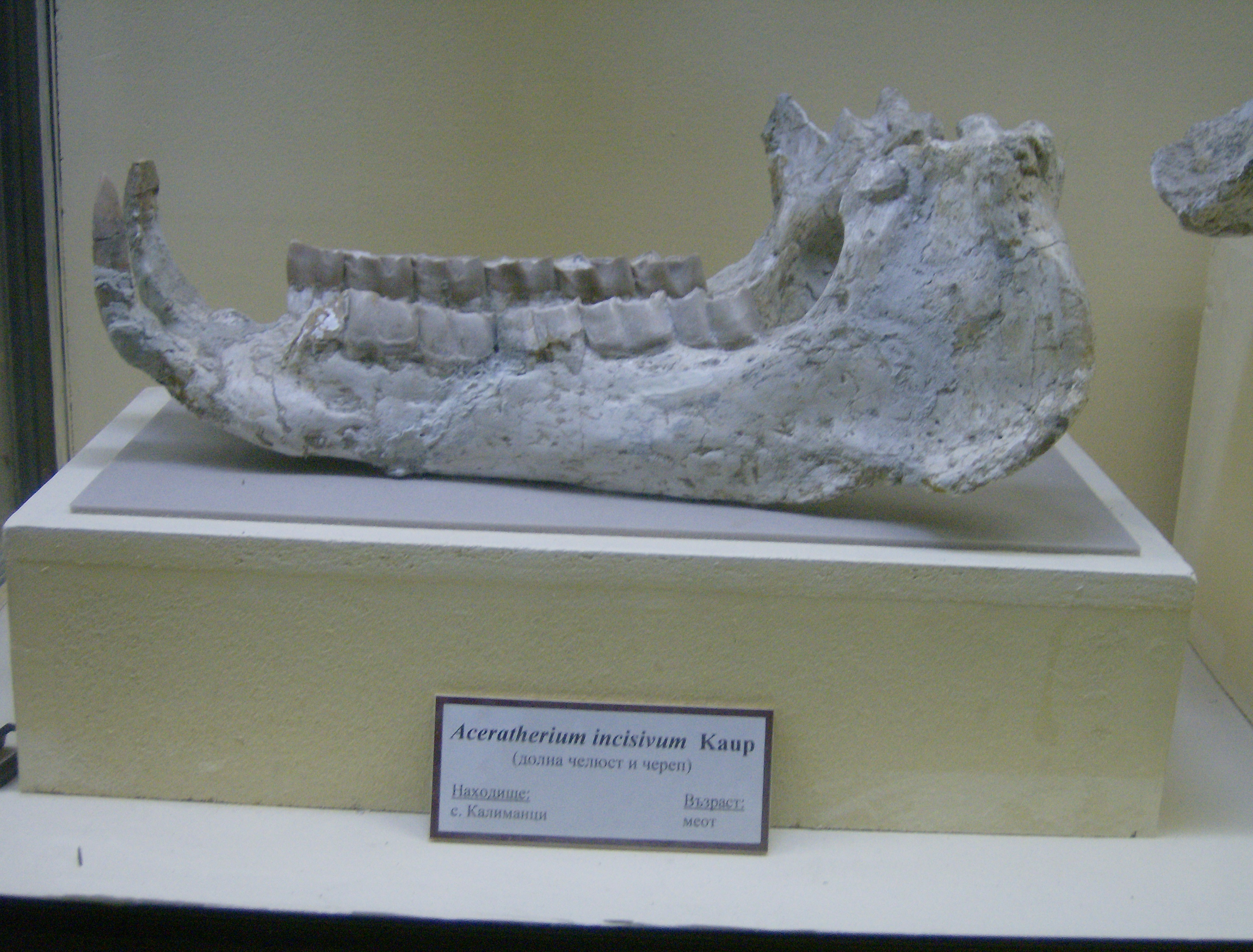
Mandibule, Musée de paléontologie d'Assénovgrad, Bulgarie
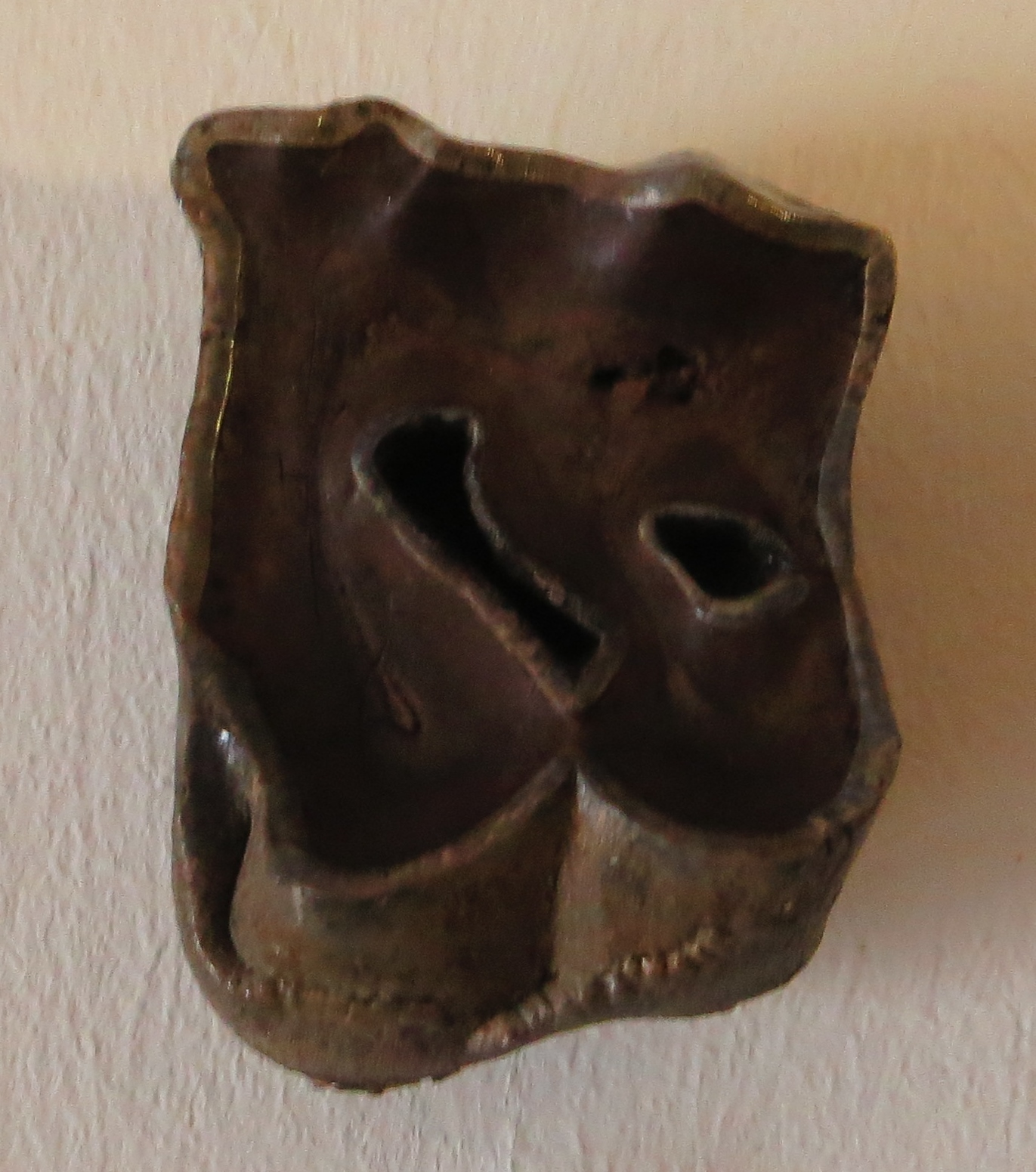
Molaire, Musée de paléontologie de  Tübingen, Allemagne

Selon d'autres sources, Aceratherium mesurait plutôt environ 2,30 m de long, 1,20 m au garrot et pesait environ 1 000 kg.

Aceratherium porpani, Asie, Thaïlande
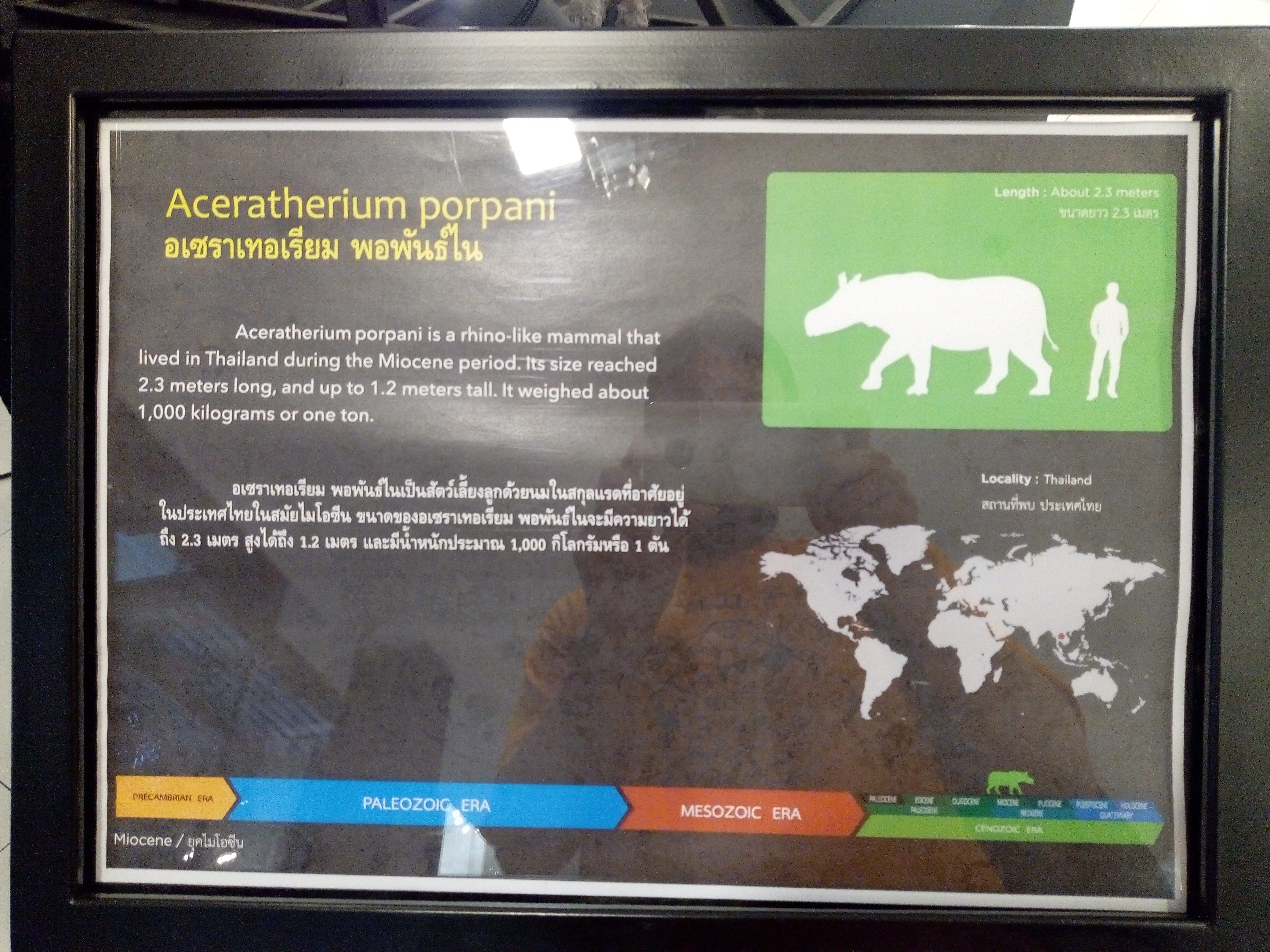
Description en thaï et anglais
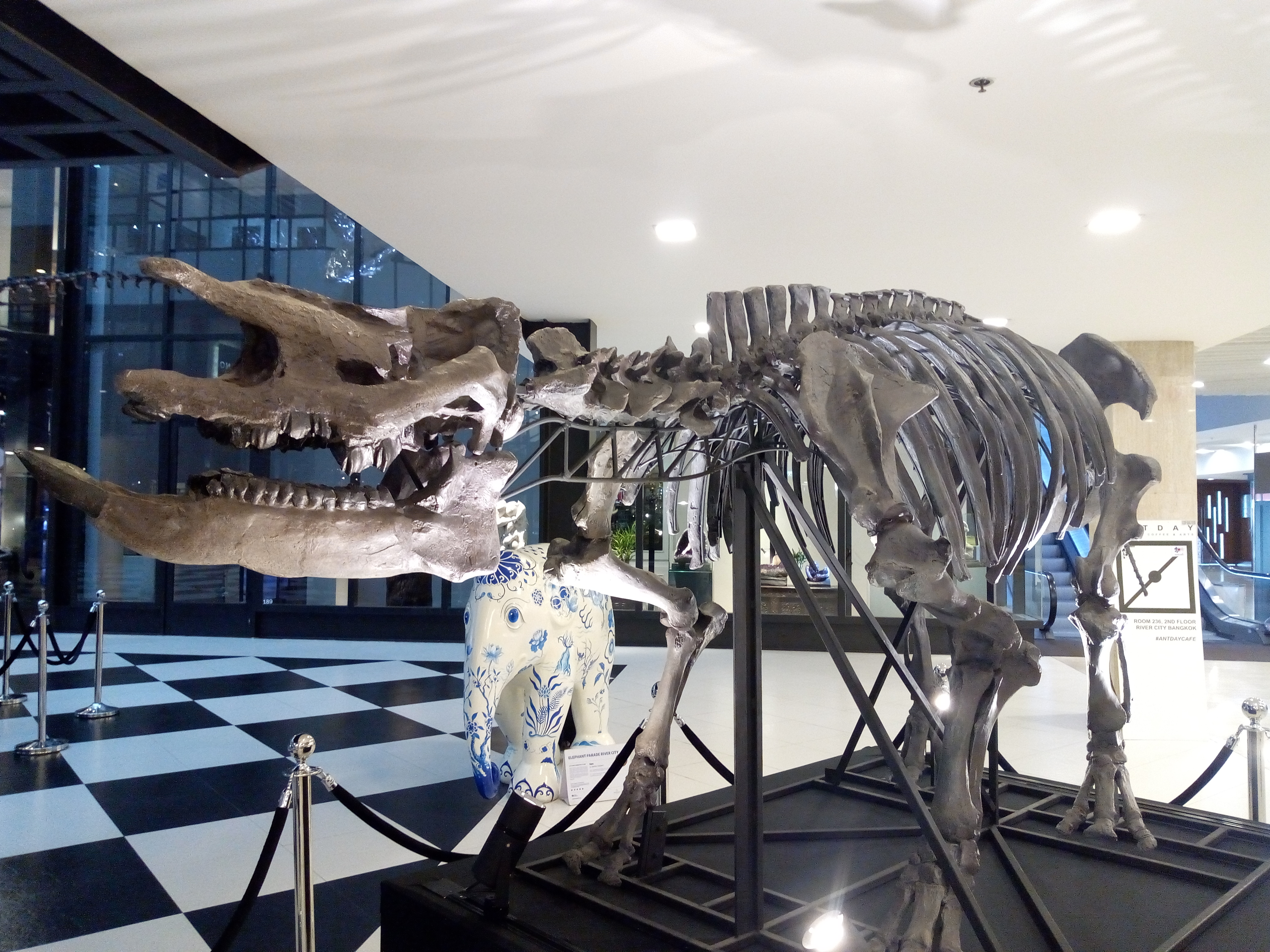
Centre commercial de River City, Bangkok
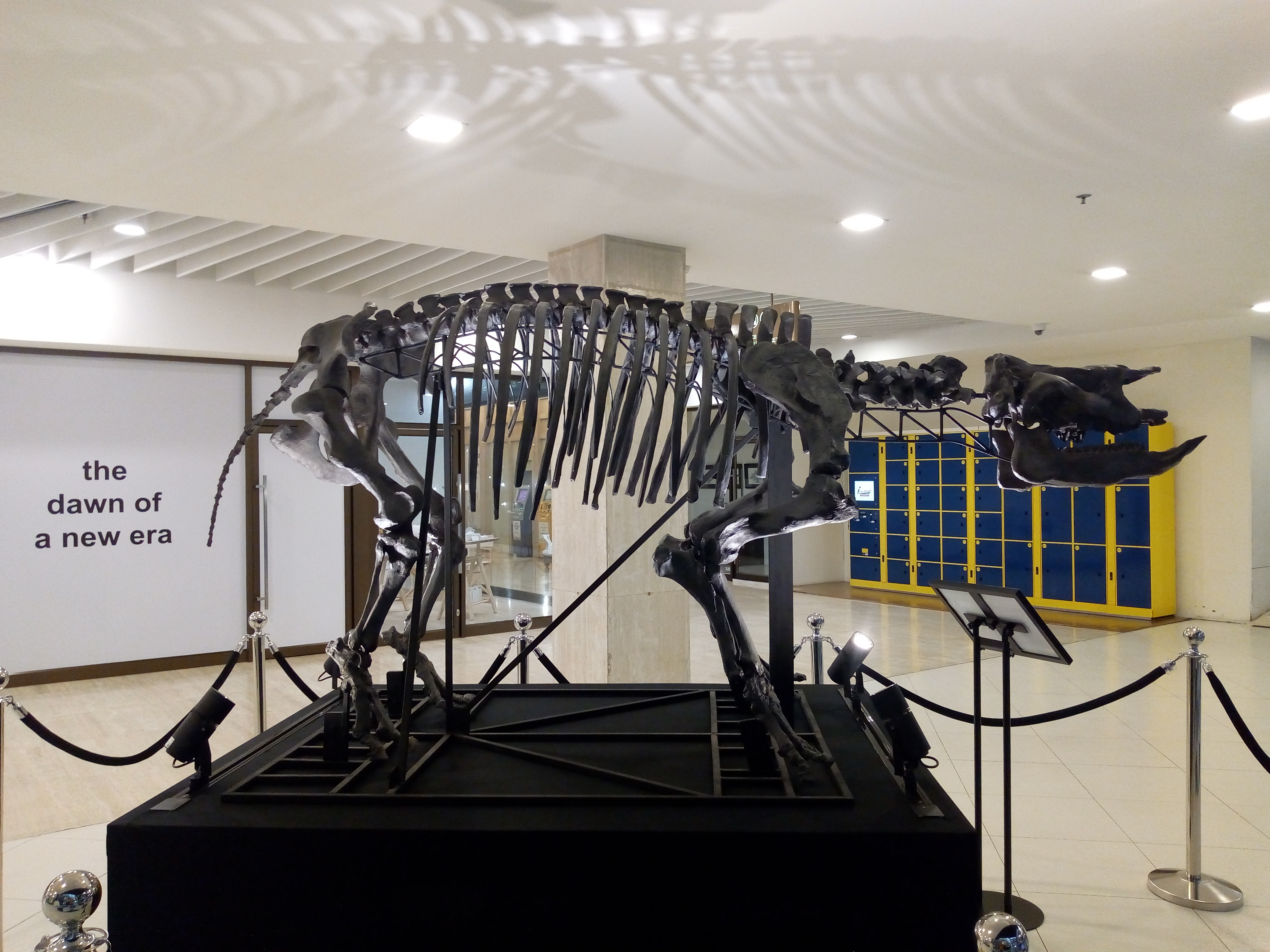
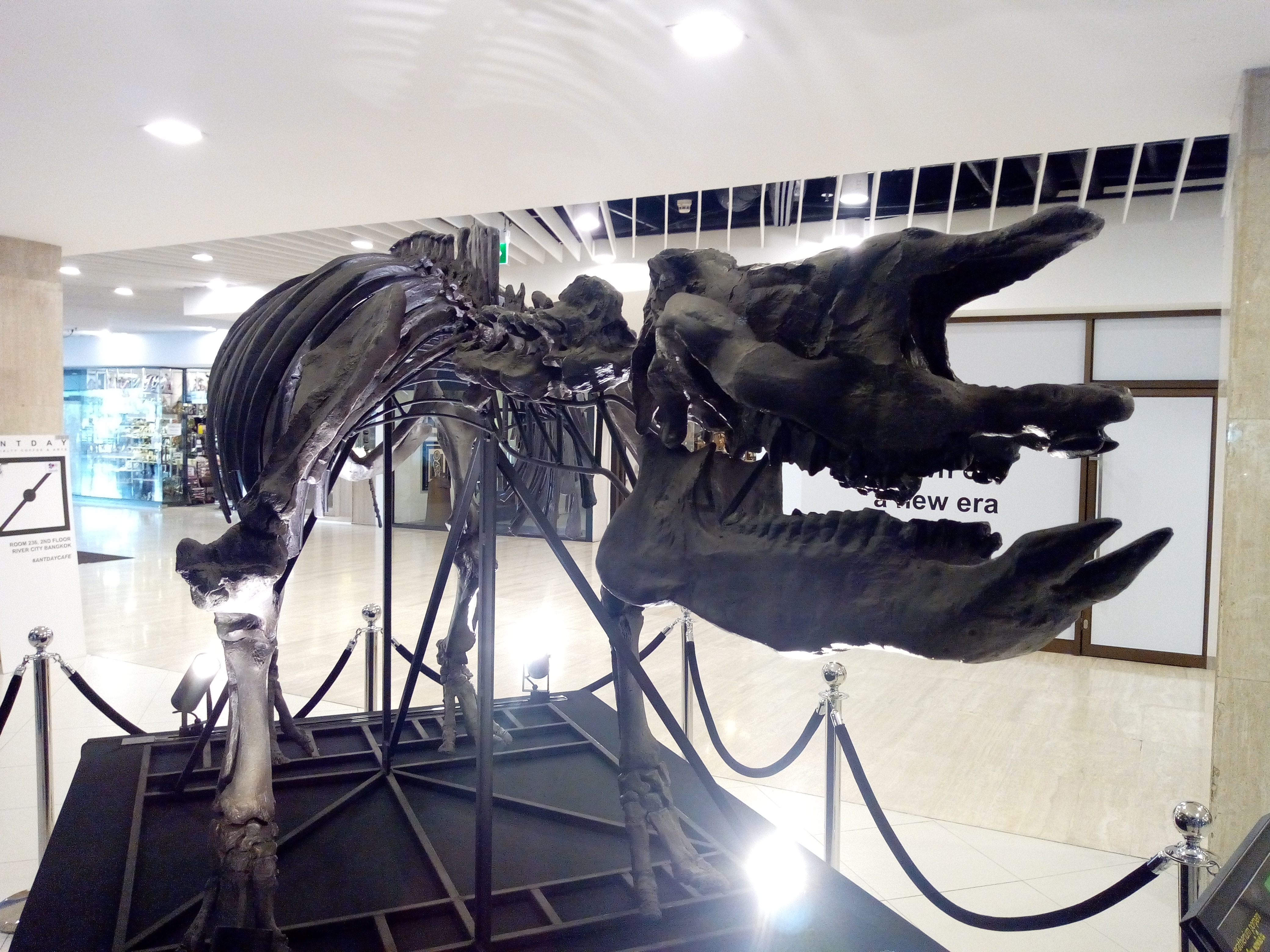